# Mount Griffin
Mount Griffin är ett berg i Antarktis. Det ligger i Östantarktis. Nya Zeeland gör anspråk på området. Toppen på Mount Griffin är 1 760 meter över havet, eller 137 meter över den omgivande terrängen. Bredden vid basen är 2,3 km.
Terrängen runt Mount Griffin är kuperad åt nordost, men åt sydväst är den platt. Trakten är obefolkad. Det finns inga samhällen i närheten.